# Sangalābād
Sangalābād (persiska: سنگل آباد) är en ort i Iran.   Den ligger i provinsen Khorasan, i den nordöstra delen av landet, 700 km öster om huvudstaden Teheran. Sangalābād ligger 1 164 meter över havet och antalet invånare är 742.
Terrängen runt Sangalābād är huvudsakligen platt, men åt nordost är den kuperad.Runt Sangalābād är det ganska glesbefolkat, med 25 invånare per kvadratkilometer. Närmaste större samhälle är Torbat-e Ḩeydarīyeh, 18,5 km norr om Sangalābād. Trakten runt Sangalābād är ofruktbar med lite eller ingen växtlighet.